# Daily Mail
Daily Mail je britanski dnevni tabloid in spletna stran z novicami, ki izhaja v Londonu. Izhajati je začel leta 1896 in je dnevni časopis z največjo naklado v Združenem kraljestvu. Njegov sestrski časopis The Mail on Sunday je začel izhajati leta 1982, škotska in irska izdaja dnevnega časopisa pa leta 1947 oziroma 2006. Vsebine iz časopisa se objavljajo na spletnem mestu MailOnline, vendar se spletno mesto upravlja ločeno in ima svoje uredništvo.
Kot desničarski tabloid Mail tradicionalno podpira konservativno stranko. Stranko je podprl na vseh splošnih volitvah v Združenem kraljestvu od leta 1945, z eno izjemo splošnih volitev v Združenem kraljestvu oktobra 1974, kjer je podprl liberalno in konservativno koalicijo. Medtem ko je časopis obdržal svojo podporo konservativni stranki na splošnih volitvah leta 2015, je časopis pozival konzervativno nagnjene volivce, naj podprejo UKIP v volilnih okrajih Heywood in Middleton, Dudley North in Great Grimsby, kjer je bil UKIP glavni izzivalec laburistične stranke. 
Časopis je na splošno kritičen do BBC, za katerega pravi, da je pristranski levičar.  Časopis Mail je objavil članke Joanne Blythman, ki nasprotuje gojenju gensko spremenjenih poljščin v Združenem kraljestvu.
Glede mednarodnih zadev je Mail prekinil medijsko soglasje establišmenta glede vojne v Južni Osetiji leta 2008 med Rusijo in Gruzijo. Mail je britansko vlado obtožil, da je Veliko Britanijo potegnila v nepotrebno konfrontacijo z Rusijo in hinavščine glede njenih protestov zaradi ruskega priznanja neodvisnosti Abhazije in Južne Osetije, pri čemer je navedel priznanje britanske vlade neodvisnosti Kosova od ruske zaveznice Srbije.